# Faith Cherotich
Faith Cherotich (ur. 13 lipca 2004) – kenijska lekkoatletka, specjalizująca się w biegu na 3000 metrów z przeszkodami. W 2021 roku, w wieku 17 lat została brązową medalistką mistrzostw świata juniorów w Nairobi. W 2022 zdobyła złoty medal imprezy tej samej rangi w Cali. W 2023 uzyskała brązowy medal mistrzostw świata, przybiegajac na metę w czasie 9:00,69. Brązowa medalistka olimpijska z Paryża (2024).